# Kopanki (Bélgorod)
|  | Per a altres significats, vegeu «Kopanki». |

Kopanki - Копанки (rus) - és un poble de l'óblast de Bélgorod, a Rússia. El 2010 tenia 96 habitants. Pertany al districte (raion) de Rovenkí.